# Палтину (Горж)
Палтину (рум. Paltinu) насеље је у Румунији у округу Горж у општини Негомир. Oпштина се налази на надморској висини од 189 m.

## Становништво
Према подацима из 2002. године у насељу је живело 319 становника, од којих су сви румунске националности.